# Меднянски, Сильвия
Сильвия Меднянски (венг. Mednyánszki Szilvia; 2 января 1971, Дьёр) — венгерская гребчиха-байдарочница, выступала за сборную Венгрии на всём протяжении 1990-х годов. Участница летних Олимпийских игр в Атланте, чемпионка мира, серебряная призёрша чемпионата Европы, победительница многих регат национального и международного значения.

## Биография
Сильвия Меднянски родилась 2 января 1971 года в городе Дьёре. Активно заниматься греблей начала в раннем детстве, проходила подготовку в Будапеште, состояла в столичном спортивном клубе «Будапешт Хонвед».
Первого серьёзного успеха на взрослом международном уровне добилась в 1993 году, когда попала в основной состав венгерской национальной сборной и побывала на чемпионате мира в Копенгагене, откуда привезла награду серебряного достоинства, выигранную в зачёте двухместных байдарок на дистанции 500 метров. Год спустя выступила на мировом первенстве в Мехико, где трижды поднималась на пьедестал почёта, в том числе стала чемпионкой среди четвёрок на двухстах метрах, а также получила два серебра на пятистах метрах среди двоек и четвёрок. Ещё через год на аналогичных соревнованиях в немецком Дуйсбурге добавила в послужной список бронзовую медаль, полученную в программе байдарок-четвёрок на полукилометровой дистанции.
Благодаря череде удачных выступлений Меднянски удостоилась права защищать честь страны на летних Олимпийских играх 1996 года в Атланте — стартовала в двойках и четвёрках на пятистах метрах, в первом случае заняла в финале четвёртое место, немного не дотянув до призовых позиций, тогда как во втором случае показала в решающем заезде девятый результат.
После Олимпиады Сильвия Меднянски ещё в течение некоторого времени оставалась в основном составе гребной команды Венгрии и продолжала принимать участие в крупнейших международных регатах. Так, в 1997 году она представляла страну на возобновлённом чемпионате Европы в болгарском Пловдиве, где выиграла серебро в одиночках на пятистах метрах. Вскоре по окончании этих соревнований приняла решение завершить карьеру профессиональной спортсменки, уступив место в сборной молодым венгерским гребчихам.